# اليساندرو دوجا
اليساندرو دوجا (بالإيطالية: Alessandro Doga)‏ (15 أكتوبر 1975 بجنوة في إيطاليا - ) هو لاعب كرة قدم إيطالي في مركز الوسط. لعب مع كييفو فيرونا ونادي سامبدوريا ونادي ليتشي ونادي ليفورنو ونادي مانتوفا وFidelis Andria 2018 ‏ ونادي براتو ونادي أريتسو وكارسو كالتشيو ‏.

## روابط خارجية
- اليساندرو دوجا على موقع قاعدة بيانات كرة القدم.إي يو (الإنجليزية)
- اليساندرو دوجا على موقع عالم كرة القدم.نت (الإنجليزية)